# Sportvagns-VM 1962
Sportvagns-VM 1962 kördes över totalt 15 omgångar.
Sportvagns-VM:s första decennium hade dominerats av de stora sportvagnsprototyperna och av Ferrari. För att bredda intresset och locka fler deltagare korade FIA nu segrare i alla klasser.

## GT-klassen

### Delsegrare
| Bana                | Vinnare                           | Märke       |
| ------------------- | --------------------------------- | ----------- |
| Daytona             | Stirling Moss                     | Ferrari     |
| Sebring 3-timmars   | Bruce McLaren                     | Fiat-Abarth |
| Sebring 12-timmars  | Phil Hill Olivier Gendebien       | Ferrari     |
| Del Garda           | Ludovico Scarfiotti               | Fiat-Abarth |
| Targa Florio        | Giorgio Scarlatti Pietro Ferraro  | Ferrari     |
| Berlins Grand Prix  | Robert Jenny                      | Fiat-Abarth |
| Nürburgring 1000 km | Peter Nöcker Wolfgang Seidel      | Ferrari     |
| Le Mans             | Pierre Noblet Jean Guichet        | Ferrari     |
| Circuit de Charade  | Carlo Maria Abate                 | Ferrari     |
| Pergusa             | "Pam" Giancarlo Scotti            | Fiat-Abarth |
| RAC Tourist Trophy  | Innes Ireland                     | Ferrari     |
| Nürburgring 500 km  | Eberhard Mahle                    | Fiat-Abarth |
| Double 400 (2.0)    | Bob Holbert                       | Porsche     |
| Double 400 (+2.0)   | Bob Grossman                      | Ferrari     |
| Montlhéry           | Pedro Rodríguez Ricardo Rodríguez | Ferrari     |

### Märkes-VM, GT +2.0
| Plats | Märke        | Poäng |
| ----- | ------------ | ----- |
| 1     | Ferrari      | 45    |
| 2     | Jaguar       | 16    |
| 3     | Chevrolet    | 9     |
| 4     | Lancia       | 4     |
| 5     | Aston Martin | 1     |

### Märkes-VM, GT 2.0
| Plats | Märke        | Poäng |
| ----- | ------------ | ----- |
| 1     | Porsche      | 45    |
| 2     | Alfa Romeo   | 27    |
| 3     | Lotus        | 21    |
| 4     | Morgan       | 7     |
| 5     | Abarth-Simca | 4     |

### Märkes-VM, GT 1.0
| Plats | Märke         | Poäng |
| ----- | ------------- | ----- |
| 1     | Fiat-Abarth   | 45    |
| 2     | GSM           | 5     |
| 3     | Austin-Healey | 4     |

## Sportvagnsklassen

### Delsegrare
| Bana                | Vinnare                                            | Märke   |
| ------------------- | -------------------------------------------------- | ------- |
| Daytona             | Dan Gurney                                         | Lotus   |
| Sebring 12-timmars  | Joakim Bonnier Lucien Bianchi                      | Ferrari |
| Targa Florio        | Willy Mairesse Olivier Gendebien Ricardo Rodríguez | Ferrari |
| Nürburgring 1000 km | Phil Hill Olivier Gendebien                        | Ferrari |
| Le Mans             | Phil Hill Olivier Gendebien                        | Ferrari |
| Circuit de Charade  | Alan Rees                                          | Lotus   |
| Double 400 (+2.0)   | Pedro Rodríguez                                    | Ferrari |

### Märkes-VM, S 3.0
| Plats | Märke         | Poäng |
| ----- | ------------- | ----- |
| 1     | Ferrari       | 27    |
| 2=    | Cooper        | 6     |
| 2=    | Aston Martin  | 6     |
| 4     | Cegga-Ferrari | 4     |

### Märkes-VM, S 2.0
| Plats | Märke   | Poäng |
| ----- | ------- | ----- |
| 1     | Porsche | 9     |

### Märkes-VM, S 1.0
| Plats | Märke         | Poäng |
| ----- | ------------- | ----- |
| 1     | Fiat-Abarth   | 13    |
| 2     | Lotus         | 9     |
| 3=    | OSCA          | 6     |
| 3=    | Austin-Healey | 4     |
| 5     | D.B.          | 4     |